# Батлемон
Батлемо́н (фр. Bathelémont) — коммуна во французском департаменте Мёрт и Мозель региона Лотарингия. Относится к  кантону Арракур.	

## География
Батлемон расположен в 26 км к востоку от Нанси. Соседние коммуны: Арракур на севере, Бюр на востоке, Энамениль на юго-востоке, Бозмон на юге, Вале на юго-западе, Серр на западе, Атьянвиль на северо-западе.

## История
- На территории коммуны находятся следы галло-романской и франкской культур.
- До 2011 года — Батлемон-ле-Бозмон (фр. Bathelémont-lès-Bauzemont).

## Демография
Население коммуны на 2010 год составляло 60 человек.
| 1962 | 1968 | 1975 | 1982 | 1990 | 1999 | 2010 |
| ---- | ---- | ---- | ---- | ---- | ---- | ---- |
| 84   | 79   | 71   | 66   | 71   | 65   | 60   |